# Dicranoloma perdecurrens
Dicranoloma perdecurrens är en bladmossart som beskrevs av Dixon in Christophersen 1960. Dicranoloma perdecurrens ingår i släktet Dicranoloma och familjen Dicranaceae. Inga underarter finns listade i Catalogue of Life.